# 1844 Сусільва
1844 Сусільва (1844 Susilva) — астероїд головного поясу, відкритий 30 жовтня 1972 року.
Тіссеранів параметр щодо Юпітера — 3,214.